# 1840 no Brasil
Esta é uma cronologia dos fatos acontecimentos de ano 1840 no Brasil.

## Incumbente
- Imperador – D. Pedro II (9 de abril de 1831-15 de novembro de 1889)

## Eventos

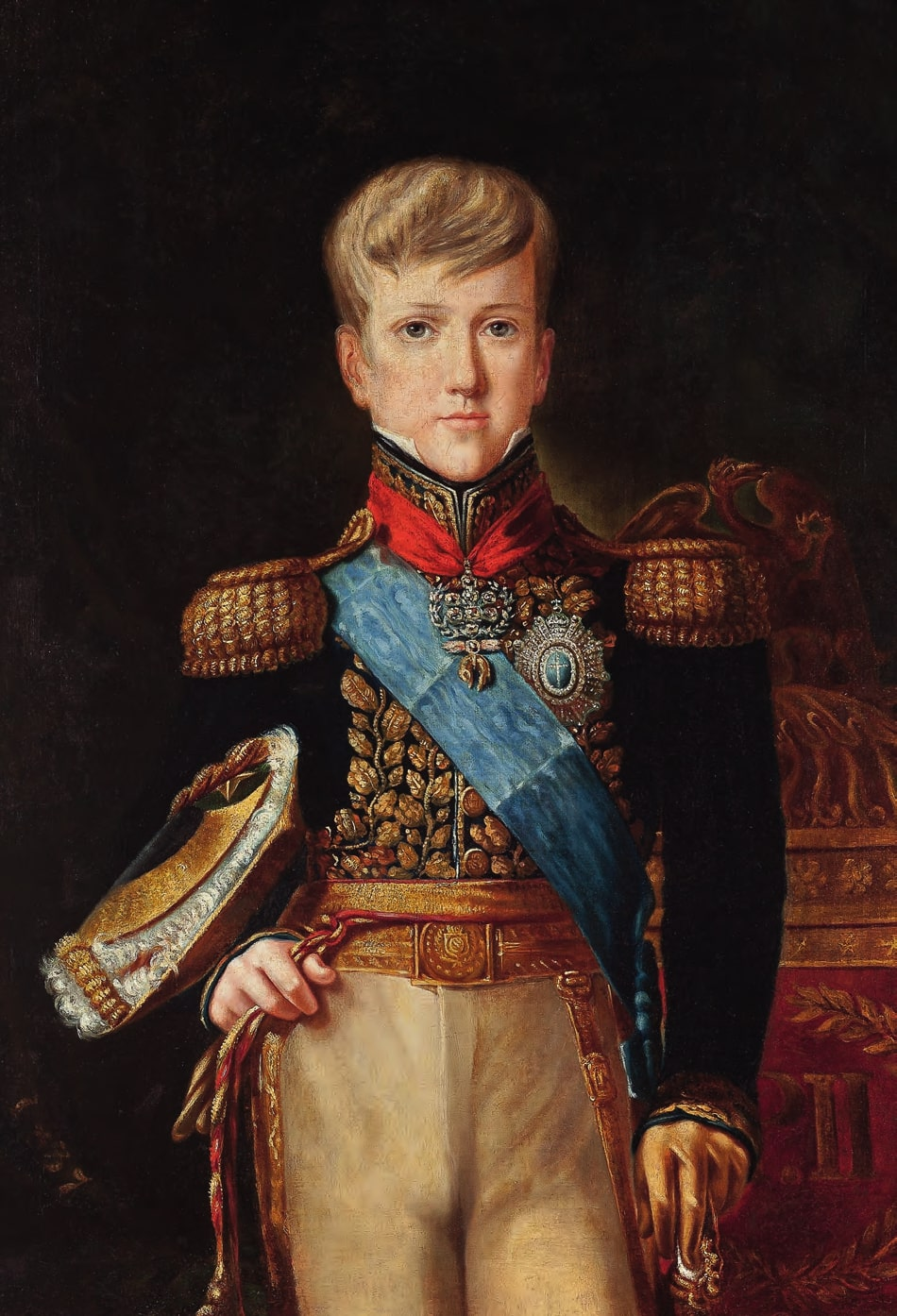
Golpe da Maioridade: O imperador Pedro II na adolescência vestindo o uniforme imperial de gala, por Félix Émile Taunay, no Museu Imperial

- 4 de fevereiro: A expedição pacificadora chega ao Maranhão.
- 12 de janeiro: Guerra dos Farrapos: a tropa de Teixeira Nunes é dizimada pelos imperiais, dos 450 combatentes, menos de 50 consegue retornar a Lages e depois ao Rio Grande do Sul.
- 10 de fevereiro: É convocada pelos farroupilhas uma Assembleia Constituinte e Legislativa, só viria a se reunir dois anos depois.
- 25 de fevereiro: Filipe de Oliveira Néri deixa Porto Alegre, por Caí, e com sua tropa ataca os farroupilhas em Viamão.
- 3 de março: vindo de Rio Grande, passando por Caí, Manuel Jorge e sua tropa atacam Viamão.
- 25 de março: Rendição final dos cabanos. Termina a Cabanagem.[1]
- 15 de abril: A Sociedade Promotora da Maioridade é fundada no Rio de Janeiro.
- 3 de maio: Combate do Taquari (Guerra dos Farrapos).
- 6 de maio: A Colônia Militar Dom Pedro II é inaugurada (no Amapá).
- 21 de julho: Câmara aprova o projeto de dispensa de idade de Dom Pedro II.
- 23 de julho: A maioridade de Dom Pedro II é decretada pela Assembleia Geral.
- 24 de julho: 
  - Composição do primeiro gabinete ministerial da maioridade.
  - Golpe da Maioridade - Dom Pedro II assume o trono, com apenas 14 anos, 7 meses e 22 dias.
- 27 de julho: Francisco José de Sousa Soares de Andréa é nomeado governador da província do Rio Grande do Sul.

## Nascimentos
- 12 de janeiro: Silvério Gomes Pimenta, escritor e arcebispo (m. 1922).